# Gastón Alvite
Gastón Rodrigo Alvite Duarte (Montevideo, Uruguay, 9 de marzo de 1996) es un futbolista uruguayo. Juega de delantero en el Colon FC de la Primera División Amateur de Uruguay.

## Clubes
| Club                 | País    | Año           |
| -------------------- | ------- | ------------- |
| Racing de Montevideo | Uruguay | 2015-2021     |
| Maldonado (Cedido)   | Uruguay | 2019          |
| CA Atenas            | Uruguay | 2021          |
| Rampla Jrs           | Uruguay | 2022          |
| Plaza Colonia        | Uruguay | 2022          |
| Colon FC             | Uruguay | 2023-presente |